# Avenal
Avenal är en stad (city) i Kings County, i delstaten Kalifornien, USA. Enligt United States Census Bureau har staden en folkmängd på 15 560 invånare (2011) och en landarea på 50,3 km².
I den södra delen av staden ligger det delstatliga fängelset Avenal State Prison.